# Rajd Warszawski 1967
5. Rajd Warszawski – 5. edycja Rajdu Warszawskiego. Był to rajd samochodowy rozgrywany od 21 do 23 kwietnia 1967 roku. Była to pierwsza runda Rajdowych Samochodowych Mistrzostw Polski w roku 1967. Rajd składał się z następujących prób sportowych: 6 odcinków specjalnych o łącznej długości ok. 30 km, próby szybkości płaskiej, próby zwrotności i próby szybkości górskiej. Sześć odcinków specjalnych rozegrano na Mazurach, natomiast próbę szybkości górskiej na ulicy Karowej w Warszawie. Rajd został rozegrany na nawierzchni asfaltowej. Zwycięzcą został Ryszard Nowicki.

## Wyniki końcowe rajdu[2][3]
| Miejsce | Kierowca               | Pilot              | Samochód              | Czas  | Strata | Grupa Klasa |
| ------- | ---------------------- | ------------------ | --------------------- | ----- | ------ | ----------- |
| 1       | Ryszard Nowicki        | Czesław Wodnicki   | Zastava 750           | 9:40  | -      | A2          |
| 2       | Stanisław Dalka        | Elżbieta Wojtowicz | Volkswagen Käfer 1200 | 9:44  | +4     | B2          |
| 3       | Antoni Weiner          | Jan Karel          | Steyr Puch 650 TR     | 9:57  | +17    | B1          |
| 4       | Mieczysław Urtnowski   | Jerzy Sypniewski   | Fiat 850              | 9:59  | +19    | B1          |
| 5       | Zbigniew Gawryłkiewicz | Ryszard Siadkowski | NSU Prinz 1000        | 9:56  | 10:12  | B2          |
| 6       | Henryk Ruciński        | Adam Wędrychowski  | Volvo 144 S           | 10:14 | +34    | B3          |
| 7       | Adam Smorawiński       | Jan Unierzyński    | BMW 1600 TI           | 10:18 | +38    | B3          |
| 8       | Jerzy Ujczak           | K. Ujczak          | Trabant P601          | 10:19 | +39    | A1          |
| 9       | Marek Varisella        | Władysław Domański | FSO Syrena 104        | 10:19 | +39    | B1          |
| 10      | Otto Bartkowiak        | Rudolf Orliński    | Volkswagen Käfer 1200 | 10:23 | +43    | B2          |